# Bangor City Football Club
El Bangor City Football Club (en galés: Clwb Pêl-droed Dinas Bangor) es un club de fútbol de Gales, con sede en Bangor. Fue fundado en 1876 y se encontraba en receso, hasta su desaparición en 2025.
Participó en la primera edición de la Copa de Gales y fue el segundo club galés que jugó la Recopa de Europa, en la temporada 1962–63. A lo largo de su historia ha jugado en múltiples ligas inglesas, formó parte de la Alliance Premier League y en 1992–93 fue uno de los pioneros en la Premier League de Gales, en la que ganó dos ligas en 1993–94 y 1994–95.

## Historia

### Fundación y trayectoria en campeonatos ingleses
Bangor City fue fundado en 1876 como Bangor Football Club, y pronto comenzó a disputar campeonatos regionales. El club llegó hasta las semifinales de la primera Copa de Gales de la historia, celebrada en la temporada 1877–78, y en 1888–89 obtendría el título al derrotar en la final a Northwich Victoria. Repetiría triunfo en la edición de 1895–96, venciendo en esta ocasión al Wrexham AFC.
Cuando se creó la división de Gales en 1921, por entonces dentro del esquema del fútbol inglés, Bangor se convirtió en uno de sus miembros. Posteriormente pasó a la división norte, y con el paso del tiempo el club luchó por ingresar en categorías superiores del fútbol inglés.
En la temporada 1961–62, Bangor ganó la Copa de Gales tras derrotar en la final al Wrexham AFC, por lo que consiguió una plaza en la Recopa de Europa y debutó como el segundo equipo galés en la historia de ese torneo. En la edición 1962/63 del torneo continental Bangor tuvo que enfrentarse al SSC Napoli italiano, que partía como favorito. Sin embargo, el equipo galés ganó por sorpresa 2:0 en el partido de ida, y supo hacerle frente en la vuelta con una derrota por 1:3. En ese momento no existía el valor doble de los goles fuera de casa, por lo que ambos clubes tuvieron que jugar el primer partido de desempate en la historia del torneo. Celebrado en Highbury (Londres), Bangor perdió por 2:1 en el último minuto.
El equipo mejoró sus actuaciones en el terreno de juego, y en 1968 fue aceptado por la Federación inglesa como integrante de la recién creada Northern Premier League, división regional con los equipos del norte de Inglaterra y Gales. Bangor City desempeñó un buen papel en el campeonato, y en la temporada 1978–79 consiguió ascender a la Alliance Premier League (actual Football Conference). El club bajó dos años después, y aunque recuperó la categoría en 1981–82 como líder no pudo evitar el descenso un año después.
Bangor City llegó a la final de la Copa de Gales en 1984–85, y pese a que perdió frente al Shrewsbury Town, obtuvo la plaza para representar a Gales en la Recopa europea porque Shrewsbury es un club inglés. El club derrotó al Fredrikstad FK noruego en la primera ronda, y fue eliminado en la segunda por el Atlético de Madrid español (0:2 y 0:1). Las actuaciones en campeonatos europeos contrastaban con su situación en los torneos domésticos, donde se encontraba en las divisiones inferiores como club amateur.

### Bangor City en la Premier League de Gales
En 1992 la Asociación de Fútbol de Gales creó la Liga de Gales, e invitó a todos los equipos galeses que no estuvieran en categorías profesionales de Inglaterra a participar, bajo la amenaza de prohibirles jugar en Gales si se negaban. Bangor City fue uno de los ocho equipos que se negaron a ingresar en el torneo -Irate Eight-, pero meses antes del inicio de la temporada rectificó y recaló en el torneo.
Tras un quinto puesto en su primera temporada, Bangor City se reforzó con jugadores ingleses y consiguió el título de liga en la temporada 1993–94 y lo revalidó un año después, bajo la dirección del técnico Nigel Adkins. Su dominio en Gales no se correspondía con buenas actuaciones en la Copa de la UEFA, donde cayó en primera ronda ante el ÍA Akranes islandés y el Widzew Łódź polaco respectivamente.
Cuando Adkins abandonó el club, se contrató como técnico al exjugador Graeme Sharp, quien no pudo conseguir de nuevo el campeonato. Bangor City mantenía en ese tiempo una estructura semiprofesional que le impedía igualarse a Barry Town y Total Network Solutions, por entonces los dos únicos clubes completamente profesionales de la competición. Pese a ello, Bangor ganó dos Copas de Gales en 1998 y 2000, y continuó firmando buenas posiciones en la liga.
En los siguientes años las mejores actuaciones del club se dieron en la Copa de Gales, ganando tres ediciones consecutivas en 2008, 2009 y 2010. Está previsto que Bangor City se mude a un nuevo terreno de juego llamado Nantporth, que está situado en el estrecho de Menai. Volvería a ganar la liga galesa en 2010–11.

### Nuevo comienzo bajo Domenico Serafino
El músico y productor italiano Domenico Serafino se hizo cargo del club el 2 de septiembre de 2019.  Su hijo Francesco Serafino, jugador de Bangor, le había pedido que rescatara el club. Serafino incorporó al campeón argentino de la Copa del Mundo, Pedro Pasculli, como nuevo entrenador del equipo y se le asignó la tarea de ayudar a Bangor a regresar a la máxima categoría. Su primera victoria fue una victoria por 2-1 sobre Rhyl en noviembre. Pasculli había sido compañero de habitación de Diego Maradona en la Copa del Mundo de 1986 en México. Bangor utilizó la ventana de transferencia de enero de 2020 para incorporar nuevos jugadores, incluido el exjugador del año del Barnsley FC, Hugo Colace. En abril de 2020, Serafino hizo una donación de £ 5,000 al hospital local Ysbyty Gwynedd para ayudarlo a combatir el brote de coronavirus.

## Escudo
El escudo del equipo es una adaptación del escudo de la ciudad de Bangor, de color rojo con una franja azul en diagonal. Sobre la franja azul se encuentra un bastón de mando. En la parte superior de la inscripción figura Clwb Pêl Droed Dinas Bangor,  nombre del equipo en idioma galés, mientras que en la inferior se halla la fecha de creación del club.
Este escudo se usa desde que el equipo ingresó en la Liga de Gales. El anterior era una representación fiel del escudo de la ciudad de Bangor, que en la parte inferior llevaba el nombre del equipo en inglés.

## Estadio
Bangor City juega sus partidos como local en Farrar Road Stadium, un campo con capacidad para 1.500 espectadores sentados y 6.000 de pie. En caso de jugar partidos internacionales, los disputa en The Racecourse, terreno de juego del Wrexham AFC, porque su campo no está adaptado a la normativa UEFA para partidos internacionales. Sin embargo, ha vivido partidos relevantes como la eliminatoria de UEFA contra el Atlético de Madrid o el último partido de Bobby Charlton como profesional.
Está previsto que el equipo se mude a Nantporth, un campo situado en el estrecho de Menai que contará con 2.400 asientos y mejores accesos. Farrar Road será derribado cuando las obras de Nantporth concluyan.

## Palmarés

### Torneos nacionales
- Liga de Gales (3): 1993-94, 1994-95, 2010-11
- Copa de Gales (8): 1888-89, 1895-96, 1961-62, 1997-98, 1999-00, 2007-08, 2008-09, 2009-10
- Northern Premier League (1): 1981-82
- Liga de la Costa del Norte de Gales (5): 1895-96, 1899-00, 1900-01, 1903-04, 1919-20
- Copa de la Costa del Norte de Gales (13): 1927, 1936, 1937, 1938, 1947, 1951, 1958, 1965, 1968, 1993, 1999, 2005, 2012

## Participación en competiciones de la UEFA
| Temporada | Torneo                    | Ronda            | Club               | Casa | Visita | Global  |
| --------- | ------------------------- | ---------------- | ------------------ | ---- | ------ | ------- |
| 1962–63   | European Cup Winners' Cup | Preliminar       | Napoli             | 2–0  | 1–3    | 3–31    |
| 1985–86   | UEFA Cup Winners' Cup     | 1                | Fredrikstad        | 0–0  | 1–1    | 1–1 (a) |
| 1985–86   | UEFA Cup Winners' Cup     | 2                | Atlético Madrid    | 0–2  | 0–1    | 0–3     |
| 1994–95   | UEFA Cup                  | Preliminar       | ÍA                 | 1–2  | 0–2    | 1–4     |
| 1995–96   | UEFA Cup                  | Preliminar       | Widzew Łódź        | 0–4  | 0–1    | 0–5     |
| 1998–99   | UEFA Cup Winners' Cup     | Clasificatoria   | FC Haka            | 0–2  | 0–1    | 0–3     |
| 2000–01   | UEFA Cup                  | Clasificatoria   | Halmstads BK       | 0–7  | 0–4    | 0–11    |
| 2002–03   | UEFA Cup                  | Clasificatoria   | Smederevo          | 1–0  | 0–2    | 1–2     |
| 2003      | UEFA Intertoto Cup        | 1                | FC Gloria Bistriţa | 0–1  | 2–5    | 2–6     |
| 2005      | UEFA Intertoto Cup        | 1                | Dinaburg FC        | 1–2  | 0–2    | 1–4     |
| 2008–09   | UEFA Cup                  | Clasificatoria 1 | FC Midtjylland     | 1–6  | 0–4    | 1–10    |
| 2009–10   | UEFA Europa League        | Clasificatoria 2 | FC Honka           | 0–1  | 0–2    | 0–3     |
| 2010–11   | UEFA Europa League        | Clasificatoria 2 | FC Honka           | 2–1  | 1–1    | 3–2     |
| 2010–11   | UEFA Europa League        | Clasificatoria 3 | Marítimo           | 1–2  | 2–8    | 3–10    |
| 2011–12   | UEFA Champions League     | Clasificatoria 2 | HJK                | 0–3  | 0–10   | 0–13    |
| 2012–13   | UEFA Europa League        | Clasificatoria 1 | FC Zimbru Chisinau | 0–0  | 1–2    | 1–2     |
| 2014–15   | UEFA Europa League        | Clasificatoria 1 | Stjarnan           | 0–4  | 0–4    | 0–8     |
| 2017-18   | UEFA Europa League        | Clasificatoria 1 | Lyngby BK          | 0-3  | 0-1    | 0-4     |

1- Napoli ganó el partido de desempate 1-2 en Highbury, Londres.